# البرتی، بوئنوس آیرس
البرتی، بوئنوس آیرس (به اسپانیایی: Alberti, Buenos Aires) یک منطقهٔ مسکونی در آرژانتین است که در البرتی پارتیدو واقع شده‌است.

## خصوصیات
البرتی ۷٬۴۹۳ نفر جمعیت دارد و ۳۸ متر بالاتر از سطح دریا واقع شده‌است.